# 松井健吉
松井 健吉（まつい けんきち、1869年6月19日（明治2年5月10日） - 1905年（明治38年）5月27日）は、日本の海軍軍人。日本海海戦において戦死した第1艦隊第1戦隊参謀である。最終階級は海軍中佐。

## 生涯

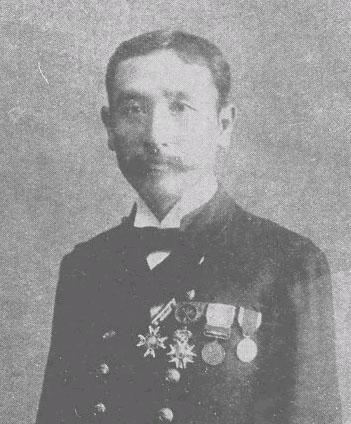
松井の恩人であった瓜生外吉は、仁川沖海戦、日本海海戦を戦った

石川県金沢市に生まれる。15歳で同郷の海軍将校・瓜生外吉を頼り上京し、海軍兵学校に入校し15期生として卒業した。同期に岡田啓介、財部彪、小栗孝三郎などがいる。日清戦争に出征後、海軍大学校将校科学生(3期)を卒業。
「出雲」回航委員となり、帰国後同艦の砲術長となる。松井は長男に出雲と名づけた。1902年（明治35年）3月、常備艦隊参謀に補され、次いで「敷島」砲術長、軍令部第一局員を歴任した。1903年(明治36年)10月、第2艦隊第2戦隊参謀となり、日露戦争の開戦を迎える。なお松井は秋山真之、八代六郎らと共に対露早期開戦派（湖月会）の一員であった。また瓜生外吉は陸軍部隊の上陸を援護すると共にロシア太平洋艦隊の攻撃を行い、仁川沖海戦に勝利を収めたが、松井は恩人でもある瓜生を補佐したのである。1905年(明治38年)1月、中佐に進級し、日本海軍の戦艦部隊を構成する第一戦隊の先任参謀に転じた。連合艦隊はバルチック艦隊の進路に迷い、参謀間では針路を対馬沖とする者と、津軽海峡とする者で論争があったが、松井は強硬に対馬沖を主張した。松井の予想通り、連合艦隊とバルチック艦隊は対馬沖で戦闘となり、日本海海戦は日本の勝利に終わる。しかし松井は戦隊旗艦・「日進」艦上において戦死した。妻と7歳、4歳の男子が残された。

## 栄典
位階
- 1898年（明治31年）3月8日 - 正七位[3]
- 1904年（明治37年）12月5日 - 正六位[4]

勲章等
- 1895年（明治28年）11月18日 - 明治二十七八年従軍記章[5]
- 1898年（明治31年）5月2日 - 恩賜銀時計
- 1905年（明治38年）5月27日 - 功三級金鵄勲章・勲三等旭日中綬章[6]